# Campeonato Mundial de Ginástica Artística de 1994 - Resultados femininos
Os resultados femininos no Campeonato Mundial de Ginástica Artística de 1994 somaram dezoito medalhas nas seis provas disputadas. Pela primeira vez as provas individuais foram disputadas em separado das coletivas, em cidades diferentes.

## Resultados

### Individual geral
Finais
| Pos.              | País           | Ginasta              | Pontos |
| ----------------- | -------------- | -------------------- | ------ |
| Medalha de ouro   | Estados Unidos | Shannon Miller       | 39,274 |
| Medalha de prata  | Roménia        | Lavinia Milosovici   | 39,236 |
| Medalha de bronze | Rússia         | Dina Kochetkova      | 39,125 |
| 4                 | Roménia        | Gina Gogean          | 39,061 |
| 5                 | Estados Unidos | Dominique Dawes      | 38,968 |
| 6                 | Ucrânia        | Lilia Podkopayeva    | 38,942 |
| 7                 | China          | Mo Huilan            | 38,924 |
| 8                 | Roménia        | Nadia Hategan        | 38,836 |
| 9                 | Rússia         | Svetlana Khorkina    | 38,805 |
| 10                | Bielorrússia   | Elena Piskun         | 38,767 |
| 11                | China          | Qiao Ya              | 38,448 |
| 12                | Rússia         | Elena Grosheva       | 38,324 |
| 13                | Bielorrússia   | Alena Polonskaya     | 38,211 |
| 13                | Hungria        | Andrea Molnar        | 38,211 |
| 15                | Grécia         | Virginia Karentzou   | 38,068 |
| 16                | Ucrânia        | Irina Bulakhova      | 38,006 |
| 17                | Estados Unidos | Larissa Fontaine     | 37,887 |
| 18                | Ucrânia        | Tatiana Lysenko      | 37,862 |
| 19                | Alemanha       | Julia Stratmann      | 37,805 |
| 20                | Grécia         | Lambrini Apostolidou | 37,636 |
| 21                | Israel         | Michal Shahaf        | 37,405 |
| 22                | Argentina      | Romina Plataroti     | 37,367 |
| 23                | Cazaquistão    | Anna Zaitseva        | 37,336 |
| 24                | Canadá         | Marilou Cousineau    | 37,330 |

| Pos.              | País           | Ginasta            | Pontos |
| ----------------- | -------------- | ------------------ | ------ |
| Medalha de ouro   | Roménia        | Gina Gogean        | 9,812  |
| Medalha de prata  | Rússia         | Svetlana Khorkina  | 9,800  |
| Medalha de bronze | Roménia        | Lavinia Milosovici | 9,787  |
| 4                 | Ucrânia        | Tatiana Lysenko    | 9,737  |
| 5                 | Bielorrússia   | Elena Piskun       | 9,725  |
| 6                 | Rússia         | Dina Kochetkova    | 9,699  |
| 7                 | Estados Unidos | Shannon Miller     | 9,543  |
| 8                 | Ucrânia        | Lilia Podkopayeva  | 9,424  |

| Pos.              | País           | Ginasta            | Pontos |
| ----------------- | -------------- | ------------------ | ------ |
| Medalha de ouro   | China          | Luo Li             | 9,912  |
| Medalha de prata  | Rússia         | Svetlana Khorkina  | 9,875  |
| Medalha de bronze | Rússia         | Dina Kochetkova    | 9,850  |
| 4                 | Estados Unidos | Dominique Dawes    | 9,775  |
| 5                 | Ucrânia        | Lilia Podkopayeva  | 9,350  |
| 6                 | Roménia        | Lavinia Milosovici | 9,250  |
| 7                 | Roménia        | Nadia Hategan      | 9,137  |
| 8                 | Estados Unidos | Amanda Borden      | 9,050  |

| Pos.              | País           | Ginasta              | Pontos |
| ----------------- | -------------- | -------------------- | ------ |
| Medalha de ouro   | Estados Unidos | Shannon Miller       | 9,875  |
| Medalha de prata  | Ucrânia        | Lilia Podkopayeva    | 9,737  |
| Medalha de bronze | Rússia         | Oksana Fabritschnova | 9,712  |
| 4                 | Roménia        | Nadia Hategan        | 9,687  |
| 5                 | Roménia        | Lavinia Milosovici   | 9,675  |
| 6                 | Estados Unidos | Dominique Dawes      | 9,650  |
| 7                 | China          | Qiao Ya              | 9,212  |
| 8                 | Alemanha       | Julia Stratmann      | 8,650  |

| Pos.              | País           | Ginasta            | Pontos |
| ----------------- | -------------- | ------------------ | ------ |
| Medalha de ouro   | Rússia         | Dina Kochetkova    | 9,850  |
| Medalha de prata  | Roménia        | Lavinia Milosovici | 9,837  |
| Medalha de bronze | Roménia        | Gina Gogean        | 9,762  |
| 4                 | Estados Unidos | Shannon Miller     | 9,687  |
| 5                 | Bielorrússia   | Elena Piskun       | 9,675  |
| 6                 | Estados Unidos | Dominique Dawes    | 9,662  |
| 7                 | China          | Mo Huilan          | 9,462  |
| 8                 | Rússia         | Svetlana Khorkina  | 8,487  |